# Вступ Литви до Європейського Союзу

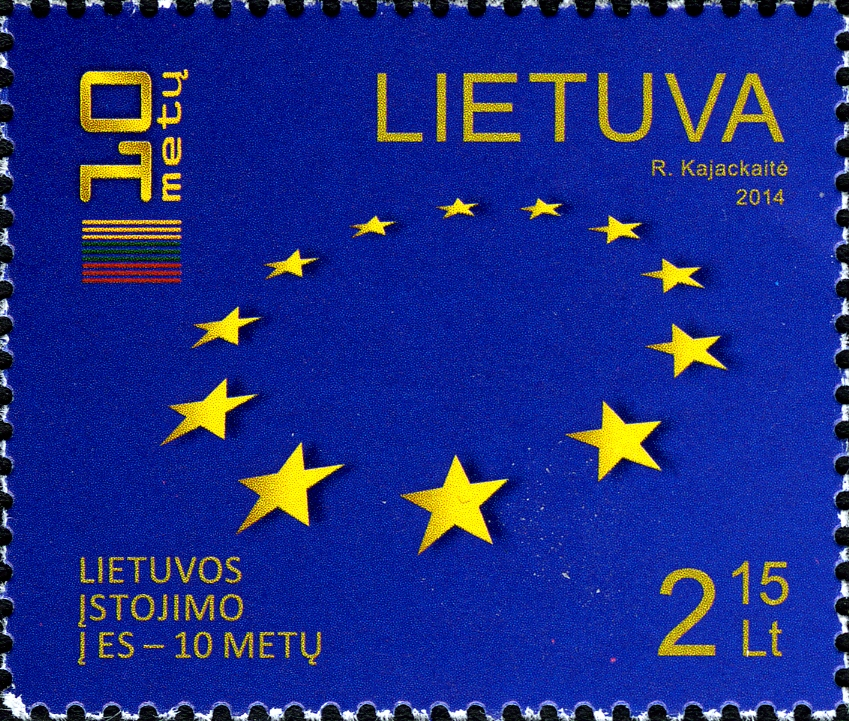
Марка на честь приєднання Литви.

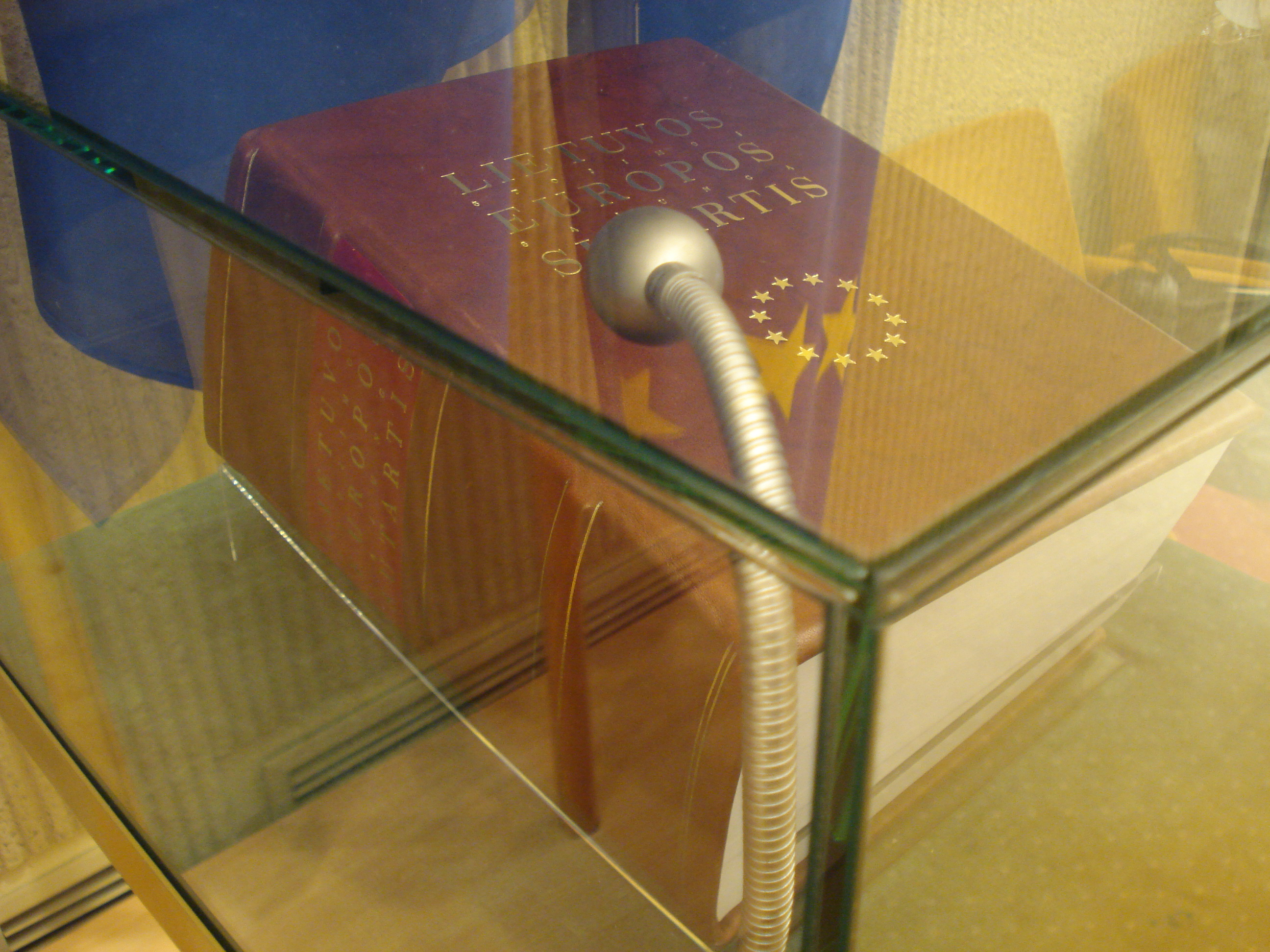
Договір про вступ Литовської Республіки до Європейського Союзу.

Вступ Литви до Європейського Союзу (лит. Lietuvos įstojimas į Europos Sąjungą) — процес, який дозволив Литві приєднатися до Європейського Союзу 1 травня 2004 року. Таким чином, Європейський Союз був розширений до 25 держав, Литва увійшла одночасно з 9 іншими державами.

## Історія
Офіційну заявку на вступ до Європейського Союзу Литва подала 8 грудня 1995 року. На той момент членство в ЄС здавалося перспективою украй віддаленого майбутнього. У 1997 році стало зрозуміло, що ЄС запускає процес розширення на Схід, але ім'я Литви не згадувалося у списку країн, які мали опинитися в першій хвилі розширення, натомість у цьому списку значилася Естонія, а також Чехія, Польща, Словенія та Угорщина. Проте посилені реформи та рішучість зробити все необхідне, щоб наблизитись до критеріїв Європейського Союзу, дозволили Литві встигнути схопитися на підніжку «європейського поїзда». Хороші показники продемонструвала не лише Литва, і в 1999 році стало ясно, що до п'яти раніше озвучених кандидатів у ЄС приєдналося ще п'ять країн.
Литва розпочала офіційні переговори щодо вступу до Європейського Союзу 15 лютого 2000 року. Ці переговори були успішно завершені 13 грудня 2002 року.

### Референдум
Останнім етапом на шляху Литви до ЄС був загальнонаціональний референдум, на якому свою думку щодо майбутнього членства в Європейському Союзі мали висловити жителі країни. Він відбувся 10-11 травня 2003 року. Проте були певні побоювання. Деякі політики намагалися розіграти карту євроскептицизму, проте результати референдуму, мабуть, перевершили очікування навіть найзапекліших оптимістів — з 63% жителів Литви, що взяли участь у голосуванні, 91% висловився за членство країни в ЄС.

### Вступ
Литва офіційно вступила до Європейського Союзу 1 травня 2004 року (за місяць до цього – 29 березня Литва також стала членом НАТО, що ознаменувало ще одну важливу геополітичну перемогу у процесі євроатлантичної інтеграції країни). Таким чином, з моменту подання офіційної заявки до моменту вступу Литви до ЄС минуло менше десяти років, хоча 1995 року навряд чи хтось повірив би, що інтеграція в Європейський Союз може здійснитися такими прискореними темпами.